# Quiripi
Le quiripi (ou wampano) est une langue algonquienne de la branche orientale, maintenant éteinte et qui était parlée jusqu'au XIXe siècle, aux États-Unis, sur l'île de Long Island et dans une région délimitée par les fleuves Hudson à l'Ouest, et Connecticut à l'Est.
Le quiripi était la langue d'un ensemble de tribus algonquiennes, parmi lesquelles les Massapequas, les Ungachogs (en), les Quinnipiacs, les Paugussets.

## Connaissance de la langue
La langue a été conservée par quelques documents, notamment  un catéchisme de 1658 et des hymnes écrits par les frères moraves à l'usage de Paugussets réfugiés à Schaghticoke, vers 1750
.
Le linguiste américain Blair N. Rudes, qui a par ailleurs écrit les dialogues en powhatan pour le film de Terrence Malick, Le Nouveau Monde, a analysé ces documents.